# Outre

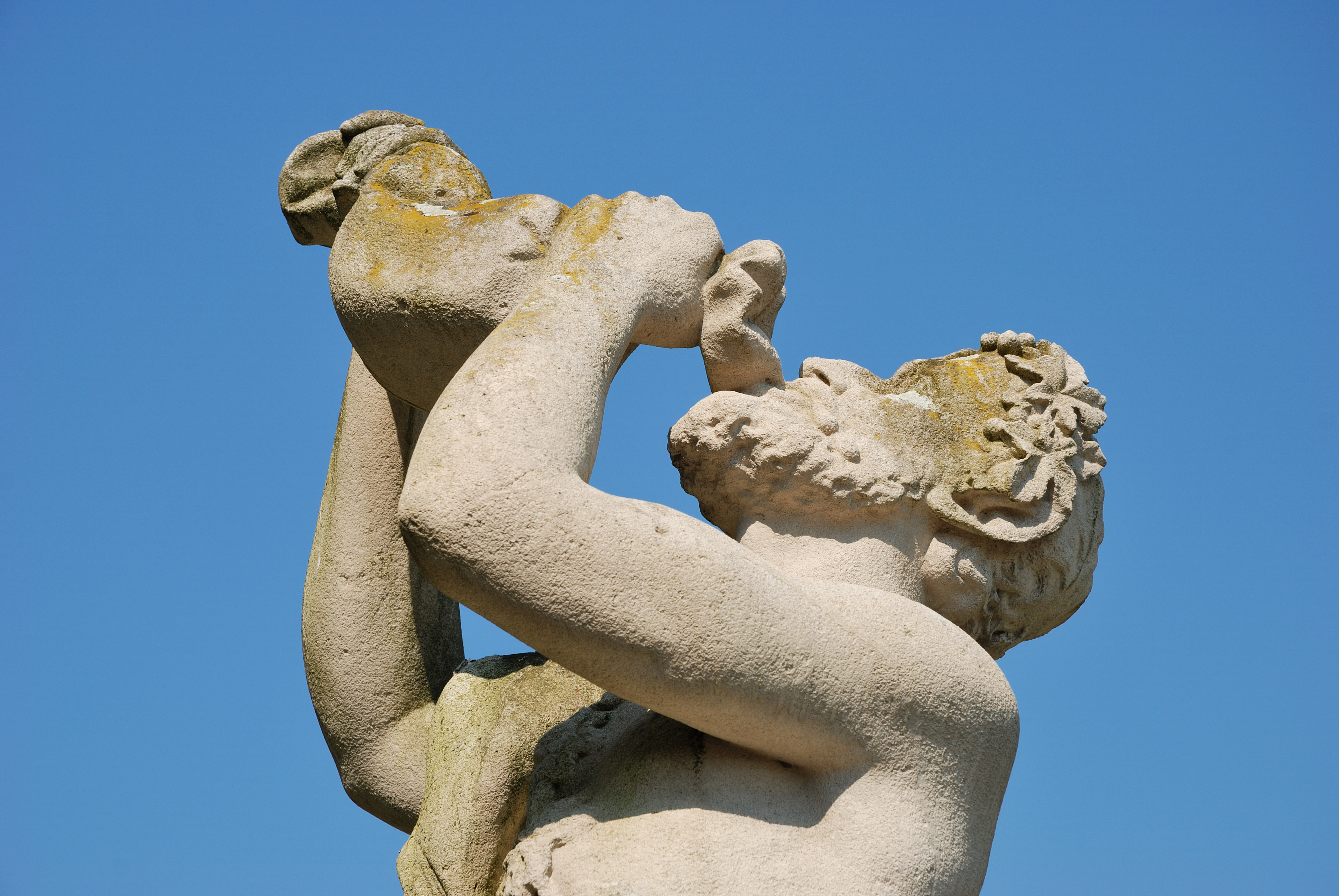
Faune buvant à l'outre

Une outre (du latin uter) est un sac en peau de bouc, de chèvre, de cochon, de bœuf ou de veau, cousu par un bout et dont toutes les coutures sont soigneusement bouchées avec de la poix, afin de pouvoir y renfermer des liquides, ou le gonfler d’air. 
Il s’agit d’une des premières formes de récipient. Il est utilisé durant la préhistoire et l'Antiquité, essentiellement pour transporter des liquides (eau, vin, posca, hydromel, huile d’olive…) ; souvent, les pattes constituent les poignées et le cou, le déversoir… L’outre en peau peut avoir d’autres fonctions (transports de marchandises pour franchir les cours d’eau ou tout type de plan d’eau, divertissements…).

## L’outre à vin (uter vini)

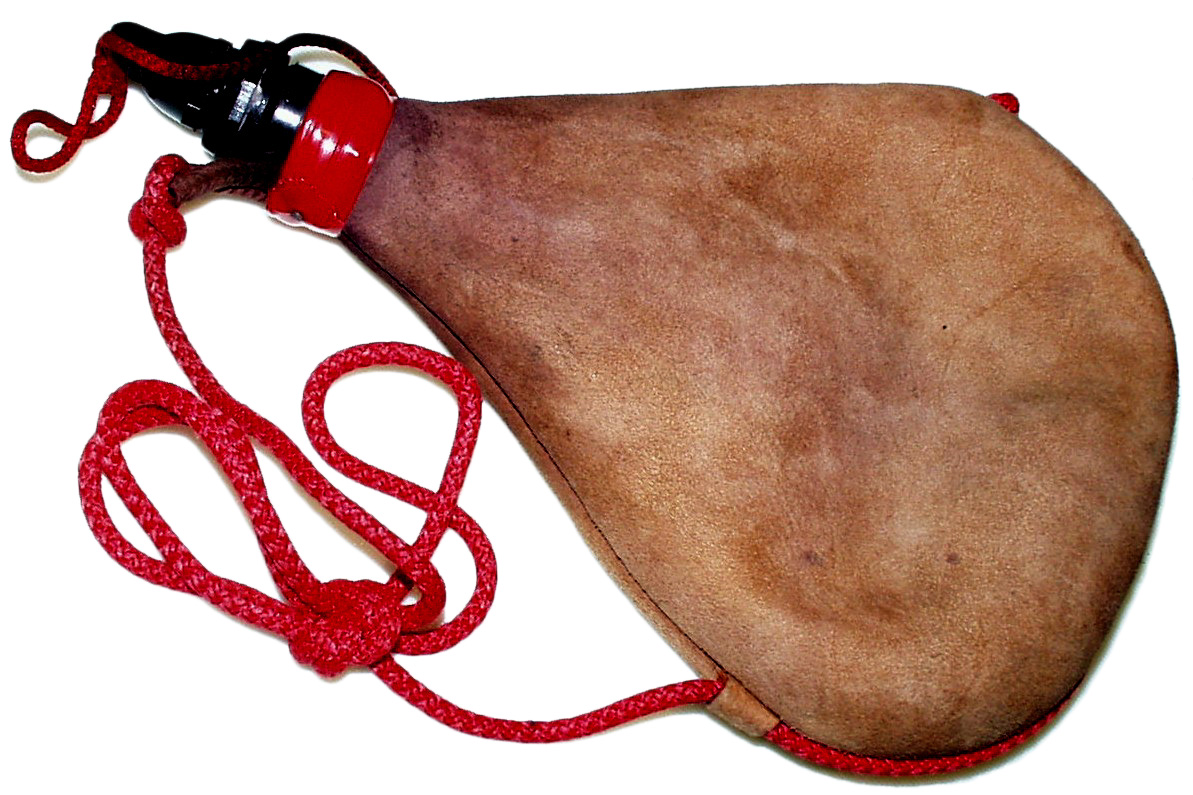
Une outre

Durant la Haute Antiquité, l'outre sert surtout à transporter en grandes quantités du vin d’un endroit à un autre. On apporte le vin dans une outre jusque dans la salle à manger et c’est avec l’outre que l’on remplit les coupes. Sur une fresque découverte à Pompéi, on peut voir une femme versant d’une outre du vin dans un cantharus tenu par Silène.
Les Grecs pratiquent durant les dionysies rurales attiques, le second jour des fêtes de Bacchus appelé ascolia (askôlia) ou askôliasmos, un concours dont le but était de rester le plus longtemps en équilibre sur une outre en peau emplie de vin et huilée.

## L’outre pour fabriquer le fromage
Au moment où naît le fromage à l’époque néolithique, l’excédent de lait de chèvre ou de brebis est conservé dans une outre faite de panse de veau encore fraîche. Le choix de la peau est motivé par le fait que l’estomac des jeunes bovins, non sevrés, contient naturellement une présure favorisant le caillage du lait.

## L’outre gonflée d’air (uter unctus)
- Durant l’antiquité, l'outre gonflée d'air permet de franchir des cours d’eau ou des plans d’eau sans risque. Durant l’antiquité, des corporations de portefaix, les « utriculaires », après avoir fixé les marchandises débarquées des navires sur des radeaux renforcés par des outres gonflées d’air (du latin utricula d’où le nom d’utriculaire), doivent les apporter des îles vers les côtes, ou d’une rive à celle opposée.
- La cornemuse est un instrument de musique à vent composé d’une outre et de tuyaux à anches.

## Utilisation sportive

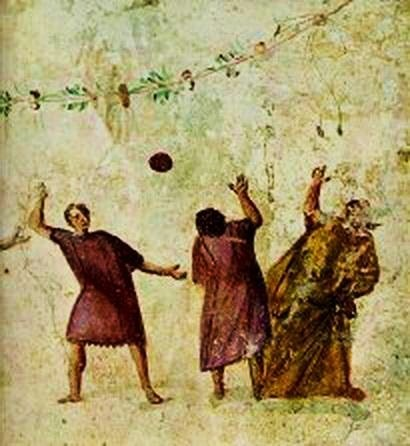
Harpastum romain

Les Romains ont diffusé en Europe l’harpastum, un jeu dont le but est de déposer une outre remplie de sable, de chiffons, de paille ou de son dans le camp adverse.  Les joueurs divisés en deux camps doivent s’en saisir et le porter dans le camp opposé. Les Romains apprennent ce jeu des Grecs (àrpastòn), lors des campagnes de conquête du IIe siècle avant notre ère, puis le répandent dans les pays qu'ils conquirent. Il fait partie de la formation des gladiateurs et est joué principalement par les légions placées aux frontières. Des matches fréquents y sont organisés entre les Romains et les peuples autochtones. Les légions romaines introduisent ce jeu en Grande-Bretagne, le match le plus célèbre a été joué en 276 et les barbares l'emportent par un score de 1-0[réf. nécessaire]. 
Il existe peu de sources écrites sur l'harpastum. Dans le premier livre des Deipnosophistai, Athénée de Naucratis affirme que c'est son jeu préféré et le décrit en citant un fragment du dramaturge grec Antiphane : « Il a pris le ballon et l'a jeté à un de ses compagnons. Il a réussi à éviter l'un de ses adversaires et a bousculé l'autre. Il envoie la balle d'un coup de pied à un de ses équipiers, et de tous côtés des cris s'élevent : Il était hors du jeu, C'est trop long, C'est trop bas, C'est trop haut, C'est trop court, Mets-là direct dans la mêlée »[réf. nécessaire].

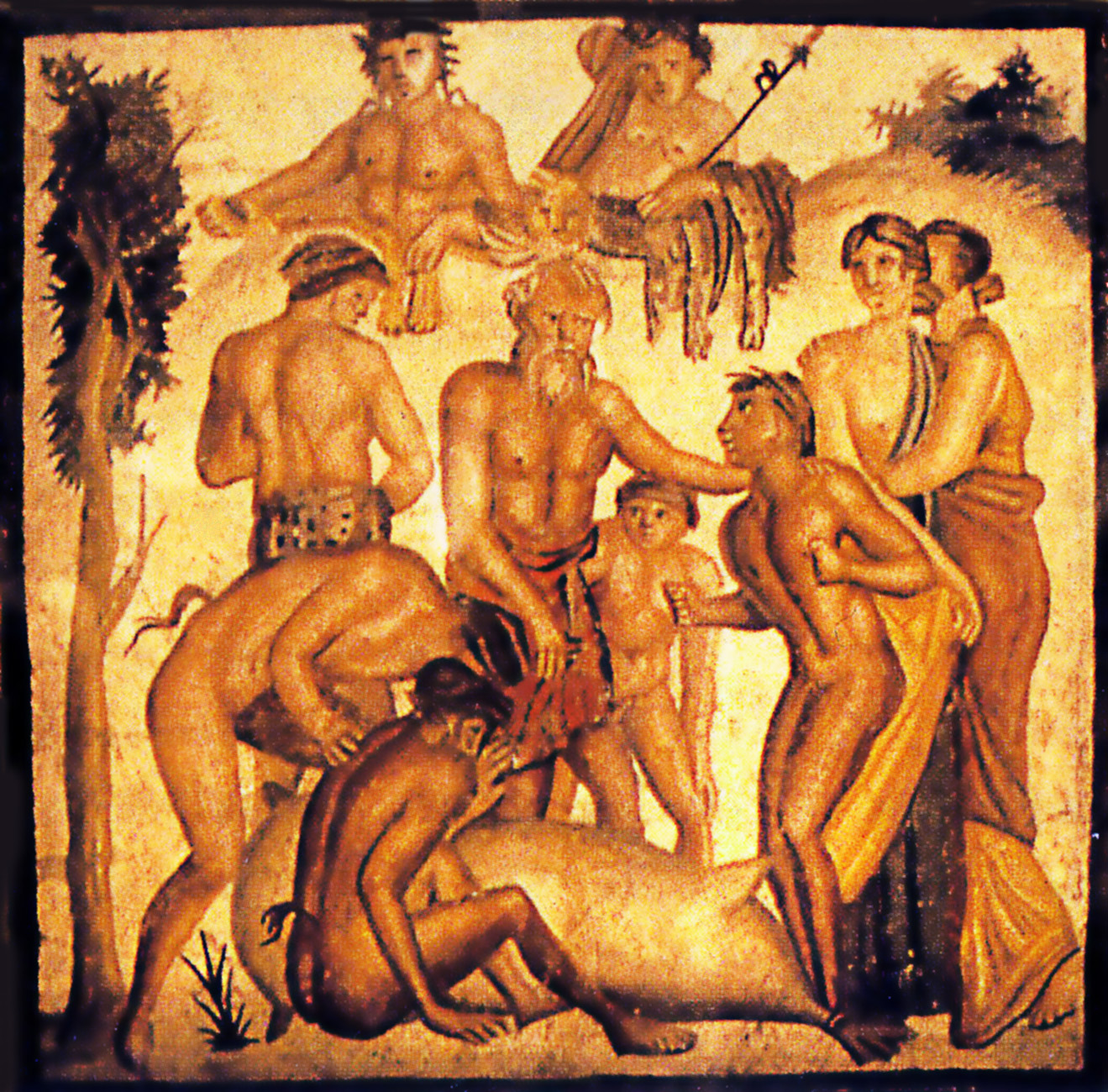
Jeu de l'outre, mosaïque romaine du musée de Berlin

Le Jeu de l'Outre est pratiqué depuis la plus haute antiquité dans le pourtour du bassin méditerranéen. Les Grecs s'y adonnent durant les dionysies rurales attiques, le second jour des fêtes de Dionysos appelées Ascolia (askôlia). L’askôliasmos est un concours dont le but est de rester le plus longtemps en équilibre sur une outre en peau de bouc emplie de vin et enduite de suif. En Italie, ce jeu est pratiqué lors des consualia, fête donnée en l'honneur de Consus, divinité italique et chtonienne, identifiée ensuite à Neptune-Poséidon. Virgile mentionne ce jeu dans ses Géorgiques (II, 384). Les joueurs doivent faire trois sauts sur l'outre en frappant à chaque fois des mains. C'est ce que montre une mosaïque provenant d'Ostie et conservée dans les collections du Berliner Museum. De jeunes athlètes nus sont observés par les femmes et les dieux. Un a déjà chuté, l'autre se prépare à sa tentative.   
Ce jeu est implanté en Provence lors de la colonisation romaine et reste populaire jusqu'à l'époque moderne. Connu sous le nom d'« ouire boudenfla » ou « saut du bouc », il est cité dans Mireio par Frédéric Mistral qui fait dérouler ce concours dans les arènes de Nîmes. Il est attesté aussi à Velaux, à Avignon, lors de la Fête de la Paix qui se déroule le 17 brumaire, an IX, à Caderousse, et à Auriol où il a lieu lors des festivités de Saint-Pierre en 1844. Le vainqueur gagne l'outre pleine de vin.